# バート・ヴュネンベルク
バート・ヴュネンベルク (ドイツ語: Bad Wünnenberg, ドイツ語発音: [baːt ˈvʏnənbɛrk] ( 音声ファイル)) は、ドイツ連邦共和国ノルトライン＝ヴェストファーレン州デトモルト行政管区のパーダーボルン郡南部の小都市である。オストヴェストファーレン＝リッペ地方南部のビューレン地方に位置する。市域の一部は、自然環境上はすでにザウアーラントの一部である。

## 地理

### 位置
本市はマルスベルクとビューレンとの間のアーバッハ川沿い、アーバッハ湖のわずかに下流側に位置する。市域の大部分がパーダーボルン高地およびヴェストファーレン盆地に属し、南端部がアルメ＝アフテ山地（ザウアーラントの一部）に属す。市域は南に向かうにつれ高度が高くなるケスタ地形を呈している。最低地点はヘングラールン近郊メンタールの海抜 230 m である。ブライヴェーシェ集落は海抜 453 m で、パーダーボルン郡で最も高い村というだけでなく、デトモルト行政管区で最も高い村でもある。バート・ビュネンベルクに接する市の北側部分のジントフェルトにはカール大帝の古戦場がある。

### 地質学

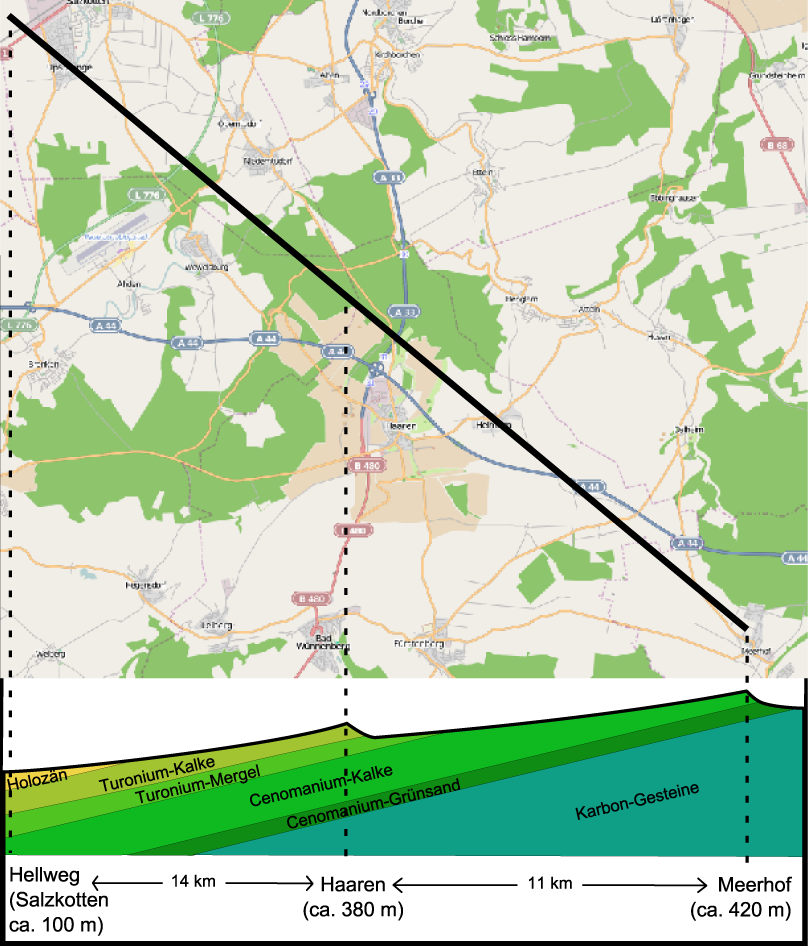
ジントフェルトの地層断面図

市域には古生代、特にデボン紀と石炭紀の地層があり、白亜紀と周辺のわずかな部分では第四紀の表土が覆っている。最も古い岩石は約3億7000万年前のデボン紀に岩礁を形成していた生物によるマッセンカルク（珊瑚によって形成された石灰岩）で、ブライヴェーシェの南西部に存在している。アフテ川、アー川、カルペ川の谷は、石炭紀後期の粘土岩、シルト岩、砂岩の地盤である。市域北部では石炭紀の地層がチョークで覆われている。チョークと石炭紀の岩の境界はパーダーボルン高地からザウアーラントへの移行を形成してもいる。これにより南部の市域は自然環境上すでにザウアーラントに属していると言える。氷期の堆積物はまれに見られるだけである。
中生代の石灰岩や泥灰岩は地下水をよく通すが、その下層に位置する石炭紀の岩は極めてわずかしか水を透過しない。降水は速やかにジントフェルトやパーダーボルン高地南部のカルスト化された石灰岩にしみこむ。水は石炭紀の地層に達するとそこで堰き止められ、ザルツコッテン＝ウプシュプルンゲやボルヒェンのカルスト水源へ流れてゆく。
石炭紀の地層と白亜紀の地層との境界にあたる場所を切り取ると、斜面沿いに数多くの水源が湧出しており、かつては飲料水に利用されていた。湧出した水はカルスト化されているため、農業に利用すると硝酸塩過剰を引き起こした。さらに現在では、水源はそれほど豊富ではない。市の飲料水は、1983年から主にアーバッハ堰堤で採取されている。例外はブライヴェーシェで、ここは水文地質学上ブリーロン・マッセンカルクに属し、ブリーロン＝アルメのヴァイセ・フラウ浄水場からカルスト地下水が供給されている。
市内の鉱物資源は経済的意味を持つほどではない。かつては白亜紀前期の砂岩や白亜紀後期の砕石が家屋や倉庫の建材として用いられていた。ブライヴェーシェ南の大規模な石切場では割石として高品質のデボン紀のマッセンカルクが産出した。同じくブライヴェーシェでは非鉄重金属や重晶石も採掘されていた。
市内でパーダーボルン高地からザウアーラントへの移行がなされているのに応じて、2つの異なる土壌構成が見られる。ヴュネンベルクからマルスベルク＝エッセントーまでを結ぶラインまでの北部は、主に農業に利用されている中度に泥土質の褐色土である。特に急斜面沿いや高地は、石混じりのレンジナが占めている。ここでは隣の褐色土に比べて乾燥しやすい。護られている箇所は極めて多くの水を蓄えることのできるパラブラウンエルデで形成された分厚い黄土層で覆われている。市の北部は主に耕作に利用されている。

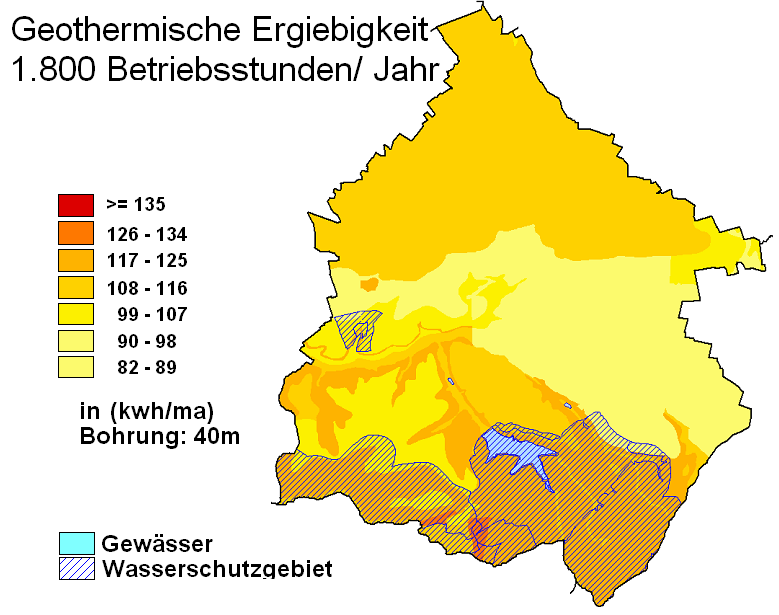
バート・ヴュネンベルクの地熱分布図

市の南部にもやはり褐色土が広がっているが、ここでは中度から高度に泥土質であり塩基に乏しい。この土地は下り勾配になっており、水はスタグノゾルの水源域で河川の源流として湧出する。アルメ川やアフテ川の谷はロームの褐色土で覆われている。東部には小さな低層湿原がある。南部は主に森に覆われている。
バート・ヴュネンベルクの市域は、地熱ゾンデによる地熱源やヒートポンプによる地熱採取については、市の中央部が「中等度」、それ以外は「良好」から「極めて良好」な状態にある（右図参照）。

### 市域の広がりと土地利用
「グローセ・ラントゲマインデ」（直訳すると「大きな田舎町」）に分類されるこの街の面積は 161.04 km2 である。市の大半、約 89.6 % を占めるのが森林および農業用地で、住宅地および交通用地は約 9.2 % である。本市の南北の最大幅は約 19 km、東西のそれは約 16.6 km である。本市はバート・ヴュネンベルク/ビューレン保養地に属す。
| 土地用途別面積 | 農業用地 | 森林   | 宅地、空き地 産業用地 | 交通用地 | 水域  | スポーツ用地 および緑地 | その他 |
| -------------- | -------- | ------ | --------------------- | -------- | ----- | ----------------------- | ------ |
| 面積 (km2)     | 76.12    | 68.36  | 5.83                  | 8.04     | 1.76  | 0.91                    | 0.28   |
| 占有率         | 47.2 %   | 42.4 % | 3.6 %                 | 5.0 %    | 1.1 % | 0.6 %                   | 0.1 %  |

### 隣接する市町村
バート・ヴュネンベルクは、北から時計回りにザルツコッテン、ボルヒェン、リヒテナウ（以上、いずれもパーダーボルン郡）、マルスベルク、ブリーロン（この2市はホーホザウアーラント郡）、ビューレン（パーダーボルン郡）

### 市の構成
基本条例 §3 Absatz 1 によれば、バート・ヴュネンベルク市は以下の 7地区で構成されている。
| 地区                   | 地区           | 人口（人）1. | 面積 (km²) 2. | 地区図                         |
| ---------------------- | -------------- | ------------ | ------------- | ------------------------------ |
| ブライヴェーシェ       | Bleiwäsche     | 989          | 9.20          | バート・ヴュネンベルクの地区図 |
| エリーゼンホーフ       | Elisenhof      | 115          | 4.25          | バート・ヴュネンベルクの地区図 |
| フュルステンベルク     | Fürstenberg    | 2,701        | 58.90         | バート・ヴュネンベルクの地区図 |
| ハーレン               | Haaren         | 2,537        | 32.96         | バート・ヴュネンベルクの地区図 |
| ヘルメルン             | Helmern        | 954          | 12.49         | バート・ヴュネンベルクの地区図 |
| ライベルク             | Leiberg        | 1,513        | 16.02         | バート・ヴュネンベルクの地区図 |
| バート・ヴュネンベルク | Bad Wünnenberg | 3,635        | 27.18         | バート・ヴュネンベルクの地区図 |
| 合計                   | 合計           | 12,444       | 161.00        | バート・ヴュネンベルクの地区図 |

1. 2015年10月2日現在
2. 1985年現在

### 気候
バート・ヴュネンベルクは、温和な中央ヨーロッパの気候域に属しており、亜大西洋性海洋気候地域に位置する。冬は大西洋の影響下で穏やかであり、夏はかなり暑い。年間平均気温は 7 - 8 ℃ である。
亜大西洋性海洋気候地域にあることから年間を通じて湿潤な気候であり、比較的均等に降水がある。アイレルン測候所における年間降水量の長期平均値は約 795 mm である。
| バート・ヴュネンベルク（降水量: 海抜 334 m）、ブリーロン（気温: 450 m）の気候 | バート・ヴュネンベルク（降水量: 海抜 334 m）、ブリーロン（気温: 450 m）の気候 | バート・ヴュネンベルク（降水量: 海抜 334 m）、ブリーロン（気温: 450 m）の気候 | バート・ヴュネンベルク（降水量: 海抜 334 m）、ブリーロン（気温: 450 m）の気候 | バート・ヴュネンベルク（降水量: 海抜 334 m）、ブリーロン（気温: 450 m）の気候 | バート・ヴュネンベルク（降水量: 海抜 334 m）、ブリーロン（気温: 450 m）の気候 | バート・ヴュネンベルク（降水量: 海抜 334 m）、ブリーロン（気温: 450 m）の気候 | バート・ヴュネンベルク（降水量: 海抜 334 m）、ブリーロン（気温: 450 m）の気候 | バート・ヴュネンベルク（降水量: 海抜 334 m）、ブリーロン（気温: 450 m）の気候 | バート・ヴュネンベルク（降水量: 海抜 334 m）、ブリーロン（気温: 450 m）の気候 | バート・ヴュネンベルク（降水量: 海抜 334 m）、ブリーロン（気温: 450 m）の気候 | バート・ヴュネンベルク（降水量: 海抜 334 m）、ブリーロン（気温: 450 m）の気候 | バート・ヴュネンベルク（降水量: 海抜 334 m）、ブリーロン（気温: 450 m）の気候 | バート・ヴュネンベルク（降水量: 海抜 334 m）、ブリーロン（気温: 450 m）の気候 |
| 月                                                                            | 1月                                                                           | 2月                                                                           | 3月                                                                           | 4月                                                                           | 5月                                                                           | 6月                                                                           | 7月                                                                           | 8月                                                                           | 9月                                                                           | 10月                                                                          | 11月                                                                          | 12月                                                                          | 年                                                                            |
| ----------------------------------------------------------------------------- | ----------------------------------------------------------------------------- | ----------------------------------------------------------------------------- | ----------------------------------------------------------------------------- | ----------------------------------------------------------------------------- | ----------------------------------------------------------------------------- | ----------------------------------------------------------------------------- | ----------------------------------------------------------------------------- | ----------------------------------------------------------------------------- | ----------------------------------------------------------------------------- | ----------------------------------------------------------------------------- | ----------------------------------------------------------------------------- | ----------------------------------------------------------------------------- | ----------------------------------------------------------------------------- |
| 日平均気温 °C （°F）                                                          | −0.5 (31.1)                                                                   | 0.0 (32)                                                                      | 2.5 (36.5)                                                                    | 6.1 (43)                                                                      | 10.6 (51.1)                                                                   | 13.5 (56.3)                                                                   | 15.1 (59.2)                                                                   | 15.0 (59)                                                                     | 12.2 (54)                                                                     | 8.4 (47.1)                                                                    | 3.5 (38.3)                                                                    | 0.7 (33.3)                                                                    | 7.26 (45.08)                                                                  |
| 降水量 mm （inch）                                                            | 59.8 (2.354)                                                                  | 52.5 (2.067)                                                                  | 59.6 (2.346)                                                                  | 62.7 (2.469)                                                                  | 72.9 (2.87)                                                                   | 83.7 (3.295)                                                                  | 85.5 (3.366)                                                                  | 77.8 (3.063)                                                                  | 57.5 (2.264)                                                                  | 50.0 (1.969)                                                                  | 61.7 (2.429)                                                                  | 70.9 (2.791)                                                                  | 794.6 (31.283)                                                                |
| 出典：ドイツ気象庁、1961年 - 1990年                                           |                                                                               |                                                                               |                                                                               |                                                                               |                                                                               |                                                                               |                                                                               |                                                                               |                                                                               |                                                                               |                                                                               |                                                                               |                                                                               |

気温は約 19 km 離れたブリーロンのものであるが、ブリーロンはバート・ヴュネンベルクベルクに比べて約 100 m 標高が高いため、この数値は参考値に過ぎない。

## 歴史
中世初期から現在の市域には数多くの集落が存在しており、そのいくつかは都市形成の萌芽となり、他の集落は14世紀から15世紀に廃村となった。

### 都市形成と中世後期
ヴュネンベルク市は14世紀の初めに創設され、その後ビューレン領主家によってヴュネンベルクに城が築かれた。ヴュネンベルク (Wünnenberg) は放牧の山 (Weideberg) を意味していると推測される。この城は、エッディングハウゼン、オーバーブリクゼン、ニーダーブリクゼン、インミヒハウゼン、ツィンスドルフといった互いに密接に位置している多くの集落の中央に建設された。多くの住民が、耕作地までの道程が遠くなるにもかかわらず命を守るために城の近くに移り住んだ。それは、不和に陥った党派間の激しい小競り合いによって罪のない者が犠牲になるフェーデの時代であった。短期間の間に異例の大きな村が形成され、1306年に領主のヴァルラーフェ・フォン・ビューレンによって市に昇格された。この新しい都市はビューレンから新たな都市権を導入し、住民は自由市民となった。彼らは都市を防衛し、壁や堀で囲んだ。唯一の市門は「ポルテ」と呼ばれた。1313年頃にエッディングハウゼン教区がヴュネンベルクに移され、本市は司祭の所在地となった。当時の司教領主ベルンハルト5世フォン・パーダーボルンは近くに突き出した山にフォルステンボルク城を建設し、その周囲に後のフュルステンベルク集落が形成された。
ヴュネンベルクは1348年夏に、イタリアから広がったそれまで知られていなかった感染病ペストに苦しめられた。わずかな期間に人口の 1/4 が死亡し、教皇クレメンス5世はヨーロッパで 4200万人が犠牲になったと嘆いた。ヴュネンベルクでどれだけの死者が出たのかは判っていない。この病はネズミの蚤によって媒介され、当時の衛生状態によって1356年、1360年から1363年、1371年から1374年、1420年と繰り返しペストの流行が起こった。14世紀中頃ビューレン領主家は困窮し、ヴュネンベルクをすべての権利とともにパーダーボルン司教バルドゥインに売却した。司教はこの新しい所領を、1379年に最後のヴェストファーレン家に質入れするまでに、様々な貴族家に質入れした。ヴェストファーレン家はこの地方で最も有力な家門の一つであり、この担保物件を 277年もの間保持し続けた。
1365年にフリードリヒ・ダイスがヴュネンベルクで生まれた。プラハで法学を修めた後、有力な法学者となり、コルヴァイ、パーダーボルン、ブレーメン、ピサ、コンスタンツのカトリック教会で勤め、最終的にはオーストリアのラヴァントおよびキーム湖の司教となった。彼は1429年に亡くなった。

### 戦争と災害
1391年にベングラー・フェーデが始まった。これはフリードリヒ・フォン・パートベルクに率いられたベングラー騎士団に属す地方貴族とパーダーボルン司教との間で起こった紛争である。ヴュネンベルクの城主は司教側についた。多くの村や教会が略奪を受け、放火された。1394年に戦闘が終結した時、ヴュネンベルクだけが比較的損害が小さく、多くの難民を受け容れることができたが、周辺地域は荒廃していた。
15世紀にヴュネンベルクはまたもや災難に見舞われた。1430年に大火災が起こった。家屋が密集したことと藁葺き屋根であったことが原因で燃え広がったのである。この火災で家屋のほぼ半数が焼失した。1453年にはシュティフツフェーデによって戦争が起こり、その過程でこの街は包囲された。ただ占領は免れた。1446年、ヴェストファーレン家はフュルステンベルク村を建設し、ハーレンやヘルメルンといった他の集落を改めて拡張した。
16世紀にも住民は戦争、飢饉、火災、ペスト禍に苦しめられた。最悪の火災は1564年のクリスマスの4日前に起こった。この火災で 64軒の家屋が焼失した。問題は前回同様、密集した家屋、藁葺きの屋根、水不足にあった。

### 宗教改革、三十年戦争、魔女狩り
17世紀の初めに新しい信仰、すなわち宗教改革の噂がヴュネンベルクにも届いた。聖職者はひどく動揺した。近隣の領邦ではその領主が受け容れた信仰に従って何度も宗派を替えなければならなかった。しかしヴュネンベルクではカトリックの信仰が貫かれた。三十年戦争（1618年 - 1648年）勃発後、1621年にクリスティアン・フォン・ブラウンシュヴァイクがパーダーボルン司教領を占領し、ヴュネンベルクも兵士による占領・略奪を受けた。1635年には再びペストの流行が起こった。これによりあまりに多くの死者が出たため街の墓地に埋葬しきれなくなり、特別なペスト墓地を設けなければならなかった。ここに約 400人のペストによる死者が埋葬された。パーダーボルン地方は、この戦争によりヴェストファーレンで最も深刻な打撃を受けた地域であった。パーダーボルン市だけでも16回包囲や占領を受けた。パーダーボルン司教領の人口は 1/3 にまで減少した。迷信と魔女狩りがピークに達した。
16世紀のヨーロッパでは魔女狩りが広まっていた。魔女や魔術師を追究する手引きとして、ドミニコ会修道士ハインリヒ・クラーマーによる「魔女に与える鉄槌」が用いられた。最終的には拷問がほぼすべての被告人になされるため、魔術師であるとの批判から逃れることはほぼ不可能であった。この時代の人々、特に女性たちは、魔女や魔術師として迫害あるいは告発される危険の中で生活していた。一般に隣人、親類、知人からの訴えで告発には十分であった。しかし、拷問で聞き出した魔女であることを証明する事実に関する供述はさらに重要であった。魔女や魔術師として告発された人物には通常拷問と火刑による死が待っていた。ヴュネンベルクとその周辺地域でも大勢が公開の火刑に処せられた。

### パーダーボルン司教領主による統治

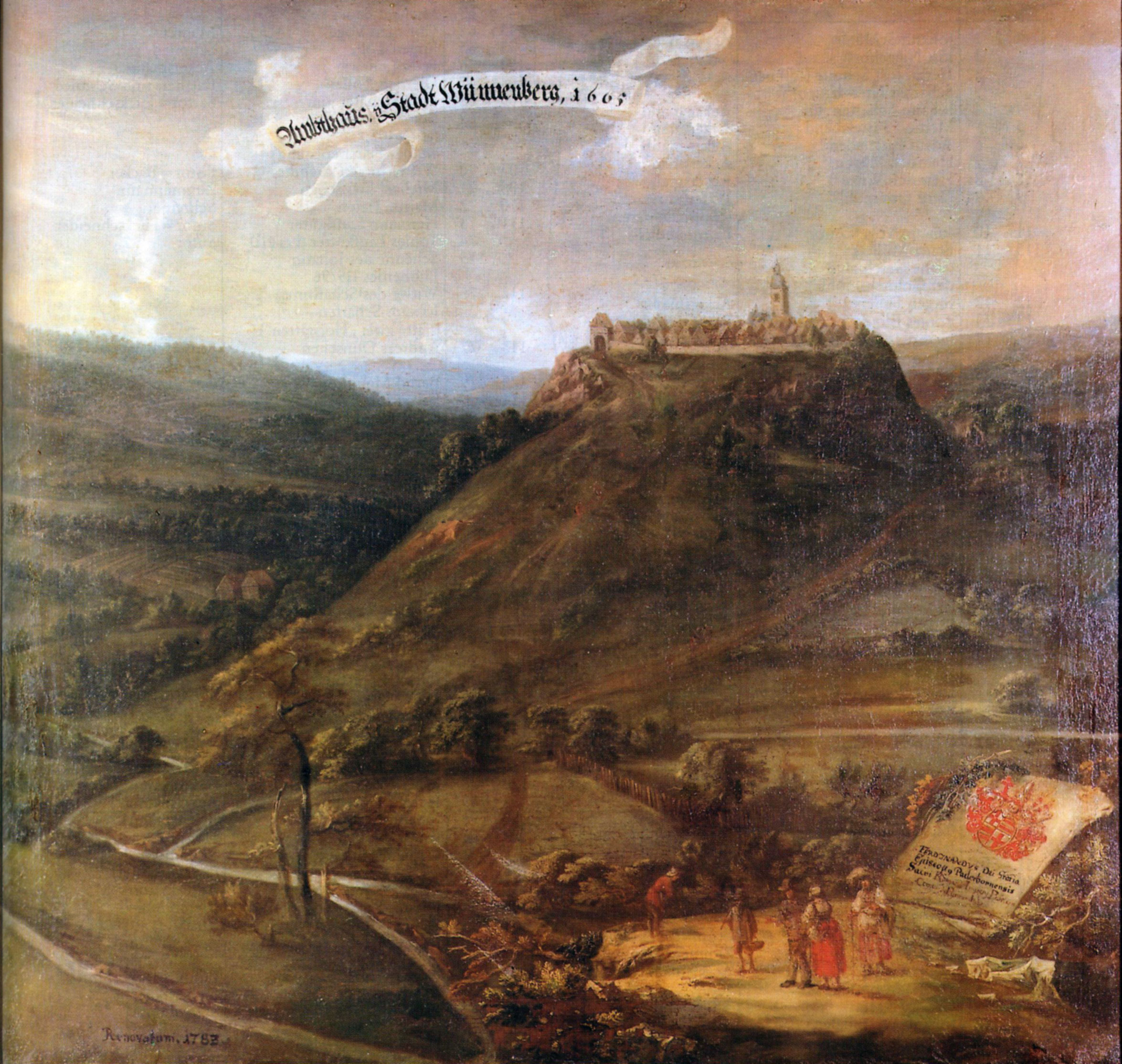
カール・フェルディナント・ファブリティウスの1665年の作品「ヴュネンベルク」

パーダーボルン司教フェルディナント・フォン・フュルステンベルクとヴェストファーレン家当主は、2年におよぶ困難な交渉の末、1656年に協定を調印した。1677年3月16日にヴュネンベルクはまたもや火災によってほぼ完全に破壊された。都市の再建が始まる前に司教は都市計画を考慮した測量を委託した。新しい都市の計画は直線道路やより大きな建物を含んでいた。ただし街は市壁で制限されていた。1678年から1679年にこの街は復興し、新しい教会が完成し、司教はオルガンを贈った。支払われた税は「シャッツング」と呼ばれ、それぞれの住民が評価され、徴税簿に記帳され、徴税が執行された。こうした徴税簿は現存している。
1725年12月7日にこの街はまたもや灰燼に帰した。今度は教会と穀物倉庫だけが残った。火災後領主によって、再建されるオーバーシュタットの市壁内には60家族だけが住むこと、それ以外の者は火災に遭わなかった市壁外のウンターシュタットに住むことが定められた。幅の広い直角に交わる道路が整備された。火災に備えて、建物の間には十分な間隔が設定された。後にこの空いたスペースに次第に新しい家屋が建設され、多くの家屋が壁と壁を接している。七年戦争（1756年 - 1763年）でヴュネンベルクとその周辺集落は他の領邦の軍隊の宿営に悩まされた。ヴュネンベルクだけで 250人のヘッセン兵と1,100人のザクセン＝ゴーターの兵が到来し、彼らに食料を提供しなければならず、住民の飢餓はより厳しくなっていった。1759年に本市はフランスに占領された。この領邦はフランスおよび皇帝側に味方したが、フランスとその同盟者はここを食料調達および徴兵地域として、冬の宿営地として、ヴァールブルクの戦いのように戦場として利用した。この戦争はこの侯領を疲弊させ、住民に苦しみをもたらした。1802年のパリ条約によってパーダーボルン侯領は世俗化された後プロイセン王国に与えられた。司教領主は諸侯としての世俗の職責を喪失し、ヴュルツブルクに収容された。1802年8月1日、レストック将軍が率いるプロイセン軍がこの領邦を占領し、1803年2月25日にヴュネンベルクはプロイセン領となった。

### ナポレオンとプロイセン
フランスの拡張政策の進行に伴い、ナポレオン軍は1806年にパーダーボルン市を戦わずして併合した。1807年から1813年までパーダーボルンはジェローム・ボナパルト王が統治するヴェストファーレン王国に属した。新しい領主はヴュネンベルクを小郡の郡庁所在地に指定した。1812年のナポレオンのロシア侵攻に12人のヴュネンベルク住民が参加したが、帰ってきた者はいなかった。1813年のライプツィヒの戦いでナポレオンが敗退した後ヴュネンベルクは再びプロイセン領となり、都市権を失った。行政機能はフュルステンベルクに移された。プロイセンは、たとえば土地台帳を作成しそれに基づき毎年の税額を算定などの行政改革を遂行した。学校制度は貧弱な状態であった。まず最初の施策として新しい校舎が建設され、その後教師の宿舎や農家での代用教室はそれ以後許されなくなった。1819年4月14日にはすでに新校舎の完成式典が行われた。さらに道路建設も推進された。1831年から1859年にビューレンからマルスベルクに向かう新しいカイザー通りが建設され、その後パーダーボルンからブリーロンへ向かう道路も新設された。これら2本の道路はヴュネンベルクを通ることとなった。この新しい道路がウンターシュタットとオーバーシュタットを歴史上初めて車道で結んだ。1889年に鉄管を用いた水道が敷設された。初めは、「クンプ」と呼ばれる水槽に水が供給されるだけであった。2年後に初めて各戸に水道がつながり、1904年にはすべてのヴュネンベルク市民が水道に接続した。

### 第一次世界大戦とヴァイマル共和政
第一次世界大戦（1914年 - 1918年）では、100人以上のヴュネンベルク市民が命を落とした。戦死報告は家族に驚愕と悲嘆をもたらした。女性、子供、若者たちが失われた男性労働力を補おうと努力した。農民は、穀物、砂糖、野菜、果実を都会に供給し続けた。教会の鐘、オルガンのパイプ、その他の金属製品が融かされ戦争物資の原料となった。
1919年8月9日、初めて送電線が完成し、電気の明かりが各戸にもたらされた。

### 市町村合併
1975年1月1日のザウアーラント/パーダーボルン法の発効により、アムト・ヴュネンベルクに属していたブライヴェーシェ、フュルステンベルク、ライベルク、ヴュネンベルクとアムト・アッテルンに属していたエリーゼンホーフ、ハーレン、ヘルメルンから新たな都市ヴュネンベルクが誕生した。メールホーフとダルハイムのそれぞれ一部も市域に含まれた。アムト・ヴュネンベルクと上記7市町村の権利継承者は新たなヴュネンベルク市であった。この街は2000年1月1日からバート・ヴュンネンベルクと改名した。1975年まで上記の全市町村が属していたビューレン郡は同法によって廃止され、新たにパーダーボルン郡が創設された。

## 住民

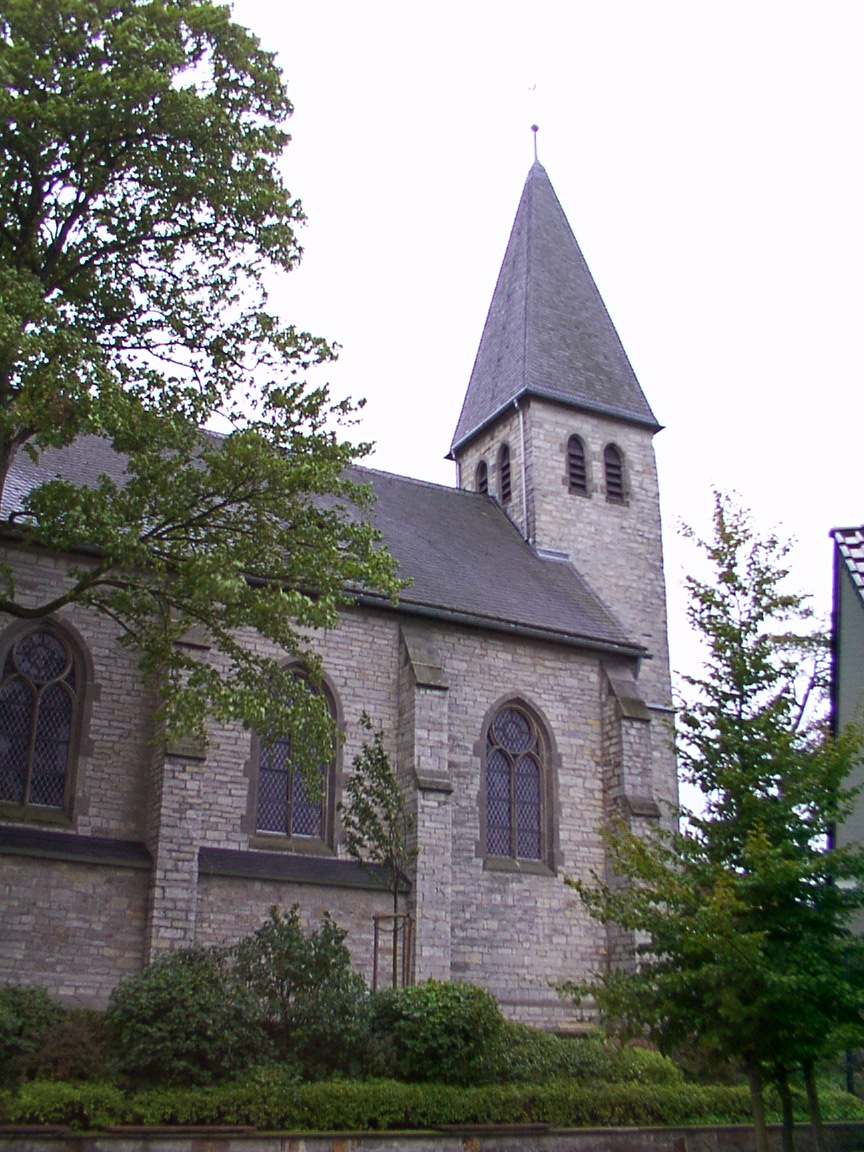
ヘルメルンの聖アポロニア教会

### 宗教
かつてパーダーボルン司教領に属していたことから、バート・ヴュンネンベルクの住民は伝統的にカトリックが多数を占める。現在の宗教分布を知る手がかりの一つが、バート・ヴュネンベルクの児童・生徒に対する所属宗教団体の調査である。この調査によれば、2006年/2007年の学期では 75.6 % の児童・生徒がカトリック、15.7 % が福音主義、0.8 % がイスラム教組織に所属した。その他の宗教が 2.2 %、無宗教は 2.5 % であった。
バート・ヴュンネンベルクには6つのカトリック教会があり、ビューレン＝デルブリュック首席司祭区のヴュネンベルク司牧連合に属している。列記すると、パドヴァの聖アントニウス教会（バート・ヴュンネンベルク）、聖アガータ教会（ブライヴェーシェ）、聖マリエン教会（フュルステンベルク）、聖フィトゥス教会（ハーレン）、聖アポロニア教会（ヘルメルン）、聖アガータ教会（ライベルク）である。フュルステンベルクにはフュルステンベルク福音主義教会がある。この組織に福音主義イマヌエル教会も属している。第二次世界大戦までこの街には小さなユダヤ教会が存在していた。ハーレンとヴュネンベルクの墓地が現在もそれをしのばせる。

### 人口推移
1975年以降の数値はノルトライン＝ヴェストファーレン州情報・技術局統計部門の公式研究結果である。1975年から1985年は推定値、1987年は人口調査結果、1990年以降はその結果に基づく研究値である。
| 年               | 人口（人） |
| ---------------- | ---------- |
| 1975 (12月31日)  | 9,088      |
| 1980 (12月31日)  | 9,601      |
| 1985 (12月31日)  | 9,833      |
| 1987 (5月25日) ¹ | 9,448      |
| 1990 (12月31日)  | 10,226     |
| 1995 (12月31日)  | 11,670     |
| 2000 (12月31日)  | 12,165     |
| 2001 (12月31日)  | 12,221     |

| 年              | 人口（人） |
| --------------- | ---------- |
| 2002 (12月31日) | 12,298     |
| 2003 (12月31日) | 12,365     |
| 2004 (12月31日) | 12,408     |
| 2005 (12月31日) | 12,477     |
| 2006 (12月31日) | 12,463     |
| 2007 (12月31日) | 12,463     |
| 2008 (12月31日) | 12,359     |

¹ 人口調査結果

## 行政

### 市議会
バート・ヴュネンベルクの市議会は32議席からなる。市長がこれに議長として加わる。

### 首長
2020年9月13日の市長選挙で 55.57 % の票を獲得してクリスティアン・カール (CDU) が市長に選出された。彼は同日にパーダーボルン郡の郡長に選出されたクリストフ・リューターの後任となった。リューターは2015年9月13日の選挙で 76.7 % の票を獲得して市長に選出された
先代の市長はヴィンフリート・メンネ (CDU) であった。彼は1999年に得票率 75.9 % で市長に選出され、2004年に 84.2 %、2009年8月30日の選挙で 78.2 % の支持を得て再選されていた。1975年の市町村再編後の初代市長はライベルクの農場主フリッツ・デーレンであった。彼は名誉市長となっている。

### 紋章
1976年1月16日付の行政管区長官の文書により、本市は紋章を使用する権利を授与された。これはかつてのアムトの紋章と一致する。
図柄: 赤地で、端から端まで貫く金色（黄色）の十字。これで区切られた4つの区画のうち上部2区画には、それぞれ2つの、直立して平行に並べられた銀（白）のオークの葉、下部2区画にはそれぞれ2つの、直立して平行に並べられた銀（白）の穂。紋章下部は銀地（白地）に赤い菱形を連ねた三角図形。
赤地に十字はパーダーボルン司教領に属していたことを示している。菱形を連ねた三角図形は、17世紀にビューレナー・ラントを治めたビューレン家の紋章に由来する。4枚のオークの葉はこの街の森が豊かであることを、4本の穂はジントフェルトの肥沃な耕地を示している。これらのデザインは、ブライヴェーシェ、エリーゼンホーフ、フュルステンベルク、ライベルクのかつての紋章に見られた意匠である。
1986年7月28日付の行政管区長官の文章によって本市は旗を使用する権利を授与された。
旗のデザイン: 長辺と並行に、赤-白-赤と 1:3:1の幅に塗り分けられた地の上、中央旗竿よりに市の紋章が描かれている。

### 姉妹都市
- メジエール＝レ＝メス（フランス語版、英語版）（フランス、モゼル県）1994年[28]

この他にスポーツクラブや音楽団体レベルでの交流がなされている。
バート・ヴュネンベルク・スポーツクラブはスイス、ベルン州のコッピゲンのスポーツクラブと長年交流を続けている。いくつかのイベント（たとえば「コガネムシ祭り」）にスイスのスポーツ選手が参加し、逆にスイスを訪問している。
バート・ヴュンネンベルク音楽クラブはベルギー、リンブルフ州のブール＝レオポルドの音楽クラブと交流している。ベルギーのドイツ語圏に位置するワロルヌ（オイペン近郊）の楽隊とも文化的興隆がある。

## 文化と見所

### 演劇
バート・ヴュンネンベルクには固有の劇団はないが、スポーツクラブ TuS バート・ヴュンネンベルクには演劇部門があり、冬に演劇を上演している。これ以外は、テアター・パーダーボルンまたはカッセル州立劇場へ行く必要がある。

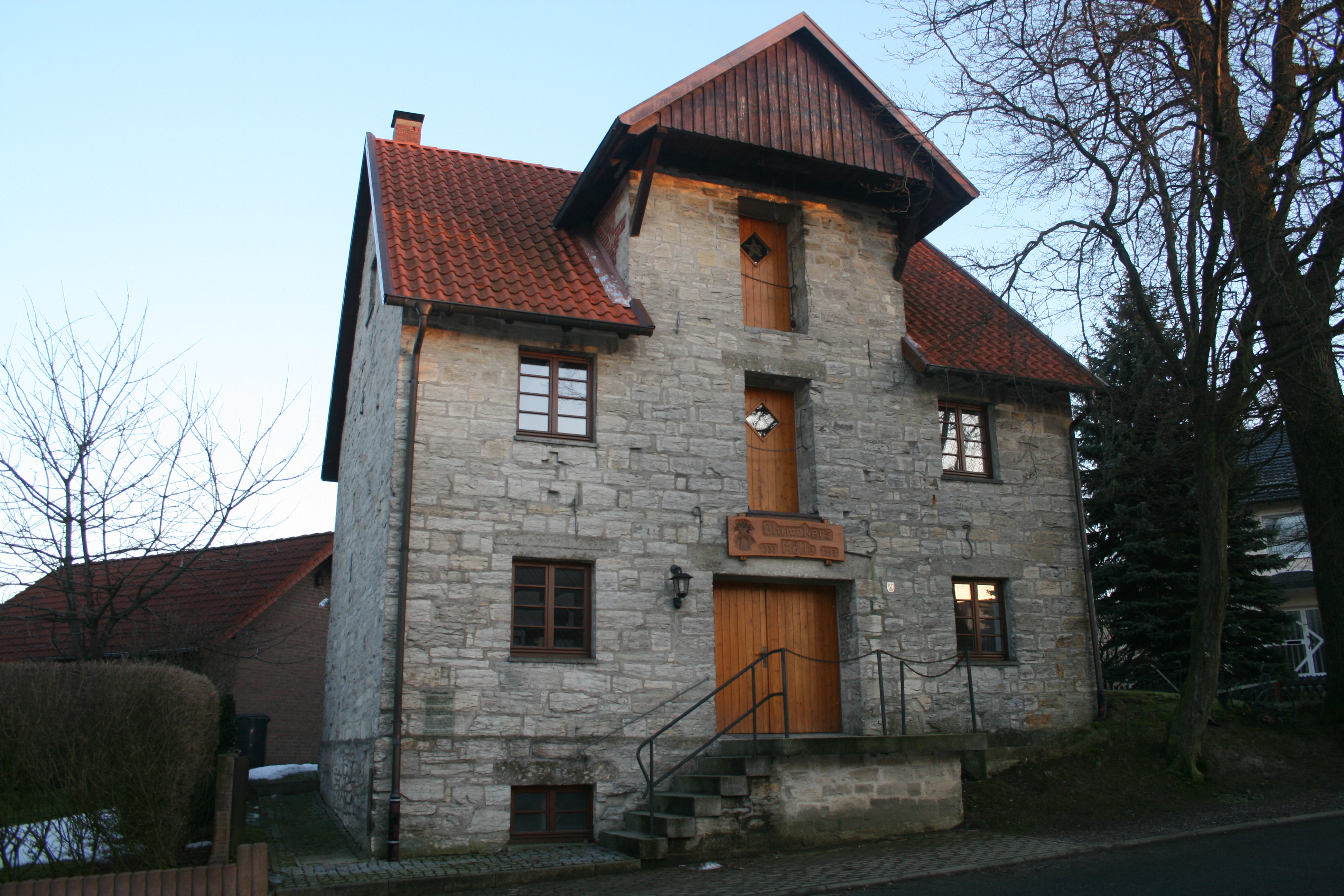
オールマッカーズ＝ミューレ

### 博物館
ハーレンの郷土・交通クラブは機械式製粉所オールマッカース＝ミューレを維持管理している。完全に保存され修復されたこの施設は、ディーゼルエンジンで駆動する機械式製粉所である。この装置には、粗挽き粉砕器、二重ローラー粉砕器、製材用のこぎりを装着することができる。

### 音楽
バート・ヴュンネンベルクには、全部で6つの総合音楽クラブと4つの楽隊がある。歌については、3つの混声合唱団、2つの男声合唱団、ゴスペルコーラスと青少年合唱団がそれぞれ1団体ずつある。

### 建築

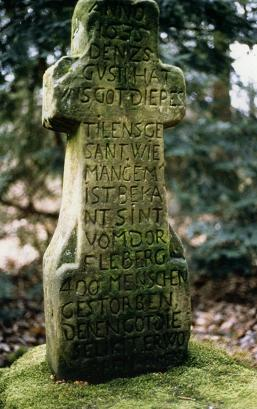
ペストの十字架

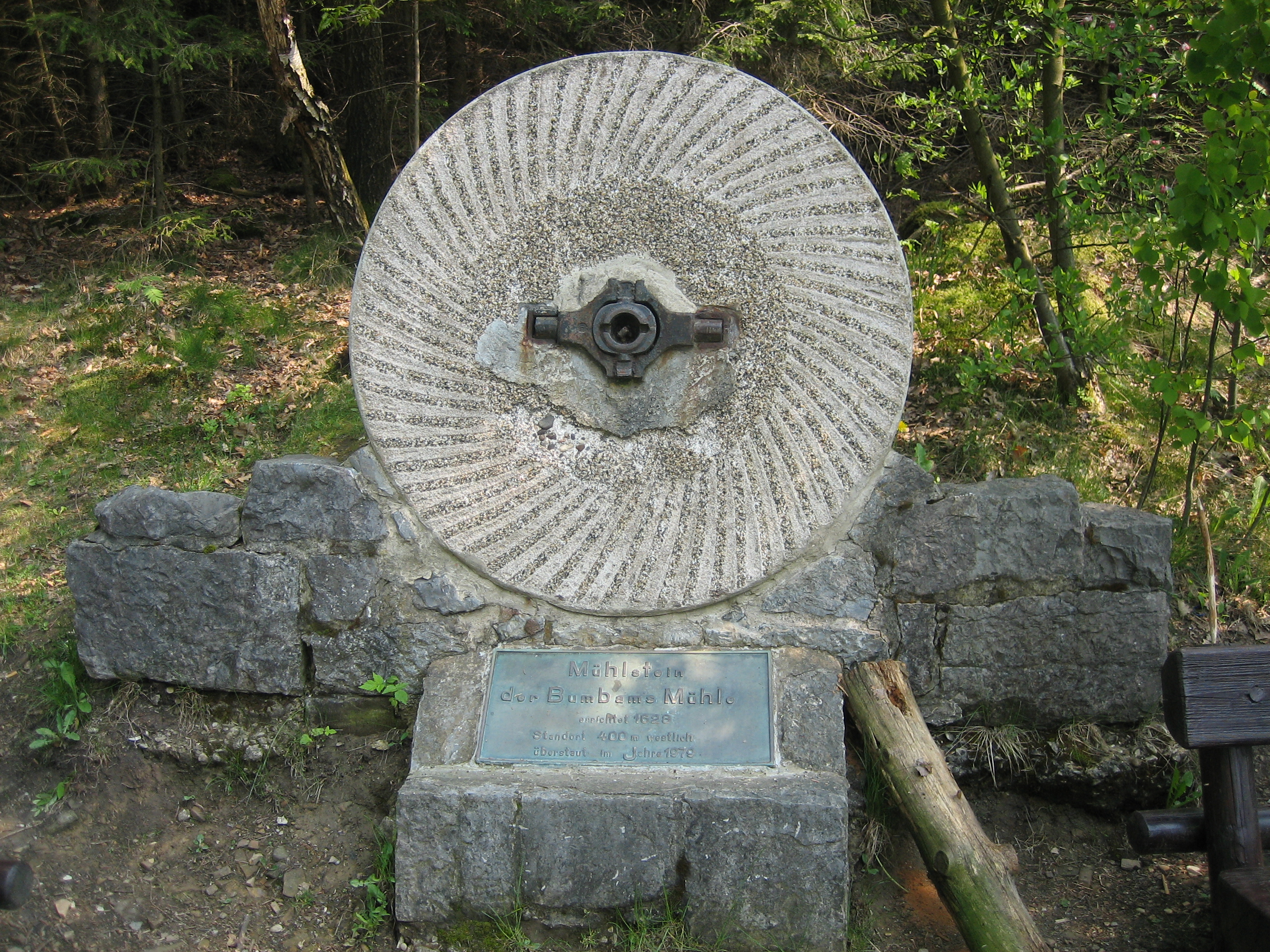
ブンバム＝ミューレの記念碑

バート・ヴュンネンベルク市の象徴的建造物は、13世紀に建設された防衛塔である。1725年の、3度目の大火後に、この塔を含む防衛施設の古い部分は都市復興のための採石場として開放された。このため、20世紀になるまでこの塔は遺跡としてのみ存在していた。地元の郷土協会とNRW財団との協力により、この塔は再建され、2001年に完成した。
ペスト墓地は1635年のペスト大流行の後に設けられた。ペストの十字架が遺されている。
1719年に司教領主クレメンス・アウグスト1世フォン・バイエルンは十分の一税倉庫の建設を命じた。1867年に納屋が増築され、後に住居に改築された。
アーバッハ湖の底にブンバム＝ミューレがある。この水車は1746年に建造され、1975年まで個人の所有であった。堰止め湖の建設に際してこの水車は解体されず、水位が下がると見られる。湖の堤にある案内板と石臼がその存在を示している。
1750年から1758年にフュルステンベルクの聖マリア被昇天教会の塔と長堂が市民によって建設された。内陣部分はヴェストファーレン家の私有聖堂として遺された。3基の祭壇、聖障、講壇、オルガンのある2階席といったバロック様式の調度は、司教領主フリードリヒ・ヴィルヘルム・フォン・ヴェストファーレンの注文により彫刻家アントン・ヨーゼフ・シュトラートマンが製作したものである。
ヴェストファーレン家のフュルステンベルク城は、広大な城砦施設の基礎壁上に建築家デュ・リが1783年に建設した。この城館は司教領主ヴィルヘルム・フォン・ヴェストファーレンによって狩の館として利用された。現在もこの貴族家が先祖代々の居館としている。城に附属する庭園は、1776年から1783年に造成された。
バート・ヴュネンベルクのウンターシュタットでは、1726年に司教領の財務大臣ヨプスト・フリードリヒによって古典的バロック様式で建てたシュパンケンホーフが最初の建物の一つとして建設された。この建物は、その建設者の裕福さを証明している。現在この建物には南パーダーボルン地方地域フォーラム e.V. のオフィス、郷土室、それに1997年から自然保護団体 (GfN) の本部が入居している。
パドヴァの聖アントニウス礼拝堂は、1870年に瞑想のために建設された。ウンターシュタットの信者たちは、オーバーシュタットの教会に行けない場合にはこの礼拝堂を利用した。
カトリックの教区教会パドヴァの聖アントニウス教会も見応えがある。

### 公園

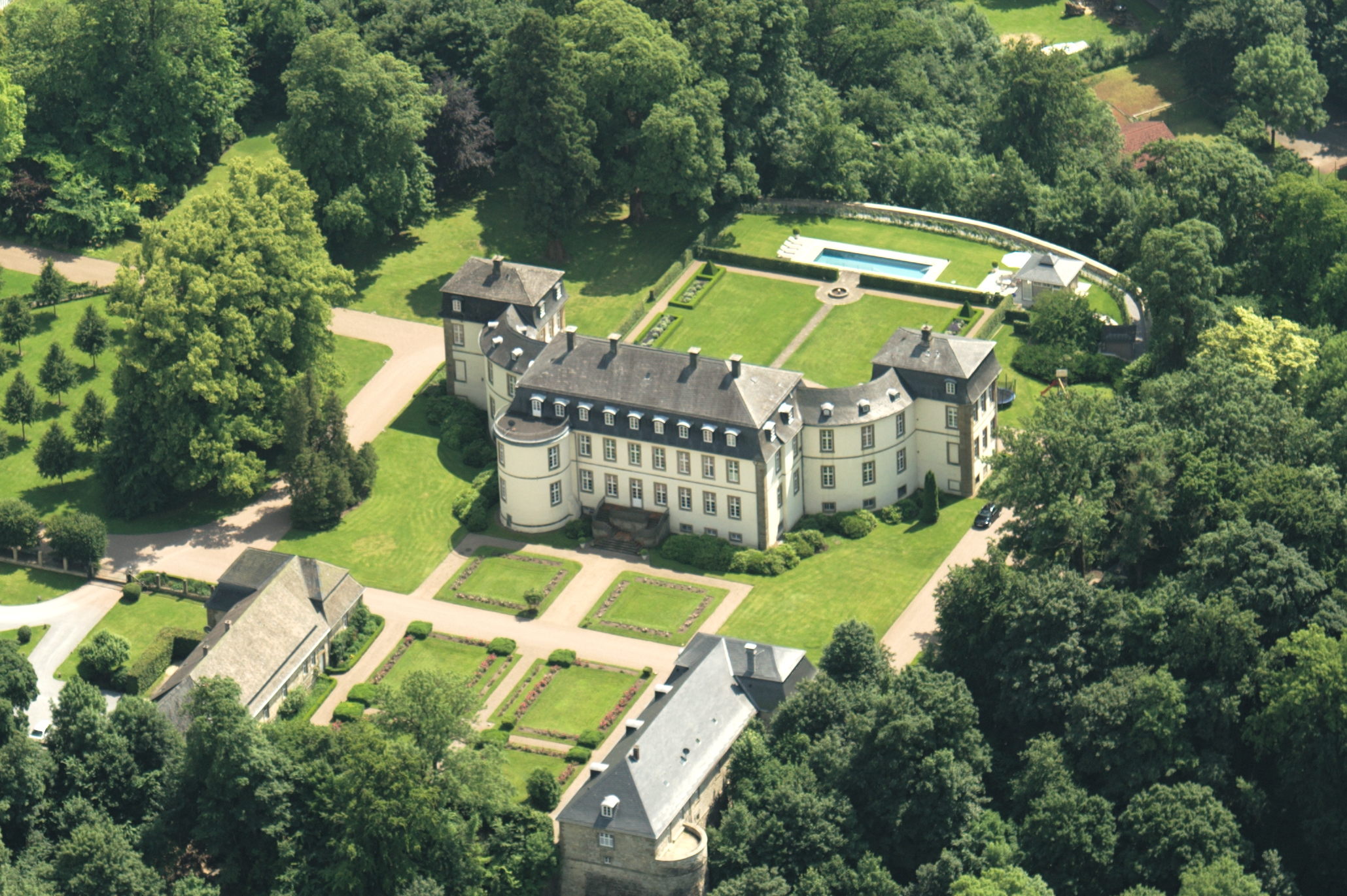
フュルステンベルク城とその城館庭園

バート・ヴュンネンベルクの建て込んだ市街の南西に隣接する広さ約 25 ha のバート・ヴュンネンベルク保養・レジャー地域は市の所有であり、アータールクリニークの南に隣接し、芝生広場、花壇、冒険児童遊園や鳥獣生息域を持つ小さなクアパークとして用いられている。いくつかの小さな池の他に、ボートや釣りに利用されている湖や、水浴用の水槽もある。体験用裸足の小径もある。
フュルステンベルク市区の一般公開されていないフュルステンベルク城館庭園は広さ約 6 ha の私有地である。この庭園は幾何学的な庭園様式であり、黄色-緑のストライプ状に斑になるカエデと、セコイアの特徴的な2つの木がある。

### 自然保護地区と自然文化財
バート・ヴュンネンベルクには、一部が市域に含まれるものも含め、全部で10の自然保護地区がある。すなわち、ヴァルトバッハタール（約 21.3 ha）、リューリングスバッハ＝ネッテタール地区（約 40 ha）、メッセンベルク＝ネッテタール（約 16.8 ha）、グローセ・アー地区（約 19.5 ha）、ミッテルブルーフ（約 14.2 ha）、アルテハイアー・ブルーフ（約 2.6 ha）、ライベルガー・ヴァルト（約 1,232.7 ha）、アフテ自然保護地区（約 126.4 ha）、および市内最大の自然保護区であるフュルステンベルガー・ヴァルト（約 1,496.4 ha）とヴェルダー・バイ・ビューレン（約 1,515.8 ha）である。
ブライヴェーシェには、現在も採石が行われているデュスタータール採石場がある。1987年にここで洞窟が発見された。この洞窟は現在クライゼルハレ＝マラヒートドームと呼ばれており、ノルトライン＝ヴェストファーレン州によって景観保護対象物に指定されている。
2008年にパーダーボルン郡によって、かつて60件あった自然文化財から40件が指定から外された。

### スポーツ
バート・ヴュンネンベルク市内には幅広いスポーツ種目をカバーする一般スポーツクラブが9つある。さらに3つの釣りクラブ、3つのテニスクラブ、2つの体操クラブ、ライフガードスポーツのクラブが1つ、模型飛行機クラブ1つ、射撃スポーツ隊1つ、スキークラブ1つ、民俗舞踊グループ1つがある。

### 年中行事
マイケーファーフェスト（コガネムシ祭）は TuS バート・ヴュンネンベルクのスポーツフェストで、毎年ペンテコステに開催される。年に1回、アーバッハ堰の周囲 9 km の周回コースでインラインスケート・レースが開催される。

### 名物料理・食材
パーダーボルン地域では主にライ麦とそれより少ない量の小麦が栽培されており、パーダーボルナー・ブロート（パン）が作られる。ライ麦と小麦が 3:1 の分量で酵母とともに捏ね桶の中で混ぜられ、1晩寝かされた後、翌日パンに焼かれる。

## 経済と社会資本

### 交通
バート・ヴュネンベルクの市内を北から南西方向に連邦道 B480号線が通っている。市の北部をアウトバーン A44号線が東西に横切っている。このアウトバーンのヴュンネンベルク＝ハーレン・ジャンクションも市内にある。ライベルク市区やフュルステンベルク市区をやはり東西に州道 L549号線が通っている。
パーダーボルン、ビューレン、ブリーロン行きのバスが定期的に運行している。バート・ヴュネンベルクは、パーダーボルン＝ヘクスター近郊交通連盟のサービス提供地域に位置している。
最寄りの遠距離鉄道駅は約 26 km 離れたパーダーボルン中央駅である。最寄りの空港はパーダーボルン/リップシュタット空港で、約 20 km の距離にある。
総延長約 500 km の自転車道ウェルネス自転車ルートの一部である周回自転車道トイトブルクの森ルートがバート・ヴュネンベルクを通っている。また、ローカルな遊歩道であるジントフェルト＝ヘーエンヴェークもある。

### メディア
パーダーボルン郡およびヘクスター郡向けのローカルラジオ、ラジオ・ホーホシュティフトは、88.1 MHz および 104.8 MHz で放送している。日刊紙としては、ノイエ・ヴェストフェーリシェとヴェストファーレン＝ブラットがバート・ヴュネンベルクで発刊されている。両紙はそれぞれバート・ヴュネンベルクを含むビューレナー・ラント向けの地方面を有している。さらにパーダーボルン大司教区では年に4回、地方史、文学、芸術を扱うパーダーボルン郡およびヘクスター郡向けの季刊誌「ディー・ヴァルテ」が刊行されている。

### 公共機関
本市は屋外プールおよび屋内プールを運営している。
各地区にヴュネンベルク消防団の消防隊または消防班が存在している。バート・ヴュネンベルク消防隊、フュルステンベルク消防隊、ハーレン消防隊、ヘルメルン消防班、ライベルク消防班、エリーゼンホーフ消防班、ブライヴェーシェ消防班である。
バート・ヴュネンベルクには市立図書館がなく、定期的に巡回するパーダーボルン郡の移動図書館が利用できる。これにより住民は約 45,000点のメディアを活用することができる。
司法に関しては、パーダーボルン地方裁判所のパーダーボルン区裁判所管区に属す。

### 教育
本市には基礎課程学校 3校（バート・ヴュネンベルク基礎課程学校、フュルステンベルク基礎課程学校、ハーレン/ヘルメルン基礎課程学校）、本課程学校 1校、実科学校 1校、中等学校 1校が存在する。本課程学校、実科学校と中等学校はフュルステンベルクの同じ建物群に入居している。ギムナジウムは隣町のビューレンにある。2014年10月15日現在、この街には合わせて 80人の教員と1,104人の児童・生徒がいる。このうち 501人が基礎課程学校、154人が本課程学校、268人が実科学校、181人が中等学校に在籍している。
早期教育に関しては、市立の幼稚園が 9園ある。成人教育については、ビューレン、デルブリュック、ザルツコッテン、バート・ヴュネンベルク市の市民大学が担っている。

### 地元企業
バート・ヴュネンベルクにはハーレン・インダストリーパークとライベルク産業地区がある。前者はアウトバーン A33号線と A44号線のジャンクション沿いに位置している。合成樹脂、金属産業、家具産業の企業が主に立地している。木工業者や衛生用品販売業者も市内にある。
アータール・クリニーク・ヴュネンベルク GmbH は同名の病院を経営している。この病院は、神経学および脳神経学のリハビリテーションを専門としている。完全入院あるいは短期介護の福祉施設、聖アントニウス社会福祉施設を併設している。
レール＆シェーファー GmbH は1983年から合成樹脂製のファイルやクリアファイルなどの文房具を製造している。